# Acrocercops brongniardella
Acrocercops brongniardella (Fabricius, 1798) је врста ноћног лептира (мољца) из породице Gracillariidae.

## Распрострањење и станиште
Врста је распрострањена на подручју Европе, укључујући Турску. У Србији је ретка врста, до 2022. године забележена само на два локалитета. Насељава шуме храста.

## Опис
Acrocercops brongniardella има тамносмеђа предња крила са белим и сивим шарама. Када мирује лептир држи предње ноге испред себе и главу и торакс нагнуте ка горе. Распон крила је 8–10 мм. Гусенице се хране храстом (Quercus spp.). Оне карактеристично праве увијајуће почетне мине у горњем епидермису, које се затим спајају и формирају велику мрљу, сребрнастог изгледа. Врста има једну генерацију годишње и лети крајем јула, може да презими у стадијуму лептира и да се сретне поново у априлу и мају. 

## Галерија
- гусеница
- пупа
- мина

## Синоними
- Elachista curtisella Duponchel, 1843
- Elachista quercetella Duponchel, 1843